# Leodegar von Autun

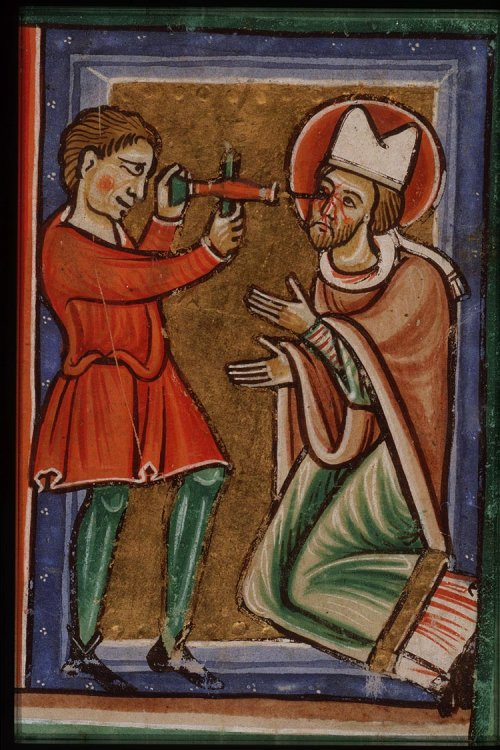
Martyrium des Leodegar; Bibelillustration, Frankreich um 1200

Leodegar (auch Leodgar, Lutgar, Léger, Leodigar) (* um 616; † 2. oder 3. Oktober 678 oder 679) war ein Franke vornehmer Herkunft, von 659 bis 677 Bischof von Autun. Er initiierte während seiner Amtszeit das Konzil von Autun und war einer der führenden Gegner des Hausmeiers Ebroin. Aufgrund seines gewaltsamen Todes wird er als Märtyrer verehrt.

## Leben
Leodegar wurde nach der Sitte der Zeit zunächst im Palatium des Merowingers Chlothars II. erzogen. Er war von vornehmer Herkunft und wurde bei seinem Onkel Dido dem Bischof von Poitiers zum Geistlichen herangebildet. Im Jahr 636 wurde er zum Diakon geweiht und bald darauf zum Archidiakon ernannt. Besonders in rechtlichen und staatlichen Dingen erwarb er sich überragende Erkenntnisse. Chlothar III., 657–673 König von Neustrien und Burgund, und dessen Mutter Balthildis (656–664 Regentin) zogen ihn an den Hof, wo er großen Einfluss ausübte.
Im Jahr 653 wurde er Abt im Kloster Saint-Maixent im Marais Poitevin und sechs Jahre später (659) durch Königin Bathilde zum Bischof von Autun. 670 hielt er eine Synode ab zur Reform des Mönchslebens.
Leodegar gehörte, zusammen mit seinem Bruder Warin, Graf von Paris,  zu den führenden Mitgliedern der Opposition gegen Hausmeier Ebroin. Dieser verklagte den Bischof daraufhin vor dem Gericht König Clothars III. Als der König 673 noch während des Prozesses starb, ließ Ebroin dessen nächstjüngeren Bruder Theuderich III. zum König ausrufen. Weil Ebroin den neustrischen und burgundischen Adeligen den Zugang zum neuen König verwehrte, riefen diese den jüngsten Bruder Childerich II. zu Hilfe. Childerich, seit 662 König von Austrasien, übernahm nun auch in Neustrien die Regierung und setzte Ebroin im Kloster Luxeuil fest. Leodegar hatte die Einsetzung Childerichs unterstützt, geriet aber mit dem neuen König in Konflikt, da dieser sich nur mit Beratern aus Austrasien umgab. Außerdem machte der Bischof dem König seine unkanonische Ehe mit seiner Cousine Bilichild zum Vorwurf. Nachdem sich Leodegar in einer Erbstreitigkeit auf der Seite der unterlegenen Partei wiederfand, verbannte der König ihn ebenfalls ins Kloster Luxeuil.
In Luxeil kam es zu einer scheinbaren Versöhnung mit Ebroin. Nach der Ermordung König Childerichs 675 kamen beide frei und der Machtkampf brach erneut aus. Leodegar unterstützte nun Theoderich III. als König, aber Ebroin konnte sich des Königs bemächtigen und belagerte mit seinen Verbündeten Autun. Um seine Bischofsstadt zu retten, ergab sich Leodegar seinen Gegnern. Ebroin ließ den Bischof blenden und ihm die Zunge herausreißen und ihn nach Fécamp in die Normandie verbannen. 677 nahm er den Prozess gegen den Bischof erneut auf. Die Synode von Malay erklärte Leodegar für abgesetzt. 678 oder 679 ließ Ebroin ihn enthaupten.
Nach der Ermordung Ebroins im Jahr 680 begann auch die Verehrung Leodegars. Seine Gebeine wurden 682 ins Kloster St-Maixent überführt und kamen später nach Poitiers, Plélan-le-Grand und Ebreuil.

## Das Leodegarlied
Die Geschichte über das Leben Leodegars (La vie de Saint Léger) wurde 681, also bald nach seinem Tod, von einem Mönch des Klosters Saint-Maixent aufgeschrieben. Diese erste Version seiner lateinischen Vita ging jedoch verloren. Es existierten jedoch Abschriften, so unter anderem eine, die der Prior Ursinus der Abtei von Ligugé angefertigt hatte. Auf dieser Abschrift basiert die um 980 verfasste Versdichtung des Leodegarliedes. Das Gedicht aus dem 10. Jahrhundert erschien gemeinsam mit der Passion Christi in einer Handschrift. Das Leodegarlied umfasst insgesamt 40 Strophen zu 6 Versen, jeder Vers besteht aus 8 Silben, je drei Verspaare bilden eine Strophe. Es ist eine altfranzösische, vermutlich durch einen Kopisten provenzalisch beeinflusste, zum Gesang bestimmte Verslegende vom Märtyrertod Leodegars und dem Sieg des Glaubens.
In der Dichtung heißt es sinngemäß:

„Geblendet, der Lippen und der Zunge beraubt kann er Gott nicht mehr preisen; aber Gott erhört seine Gedanken, die Augen des Geistes ersetzen die des Körpers,
die Seele schafft dem Körper trost für seine Leiden. Nach Fecamp ins Gefängnis gebracht, erhält er durch ein Wunder Gottes die Lippen wieder und predigt dem Volk. […] Alles
Volk strömt zu Leodegars Predigt herbei, auch von den vier Mördern, die Ebroin gegen ihn aussendet, fallen ihm drei zu Füssen, aber der vierte schlägt ihm das Haupt ab. Noch im Tode steht der Heilige aufrecht, selbst als ihm die Füsse abgeschlagen werden.“

## Legendenbildung und Verehrung
Leodegar wurde rasch als Heiliger verehrt, wobei sein Gedenken religiös verklärt wurde und die Erinnerung an seine politischen Bestrebungen in den Hintergrund trat. Der Legende nach zeigten sich an dem Verstümmelten bereits zu Lebzeiten allerlei Wunder, weitere sollen sich an seinem Grab ereignet haben.
Sein katholischer Gedenktag ist der 2. Oktober, das Schutzengelfest (auch Leodegarstag, am selben Tag wird auch sein Bruder, der heilige Gerinus, verehrt). Seine Attribute sind Schwert und Bohrer.

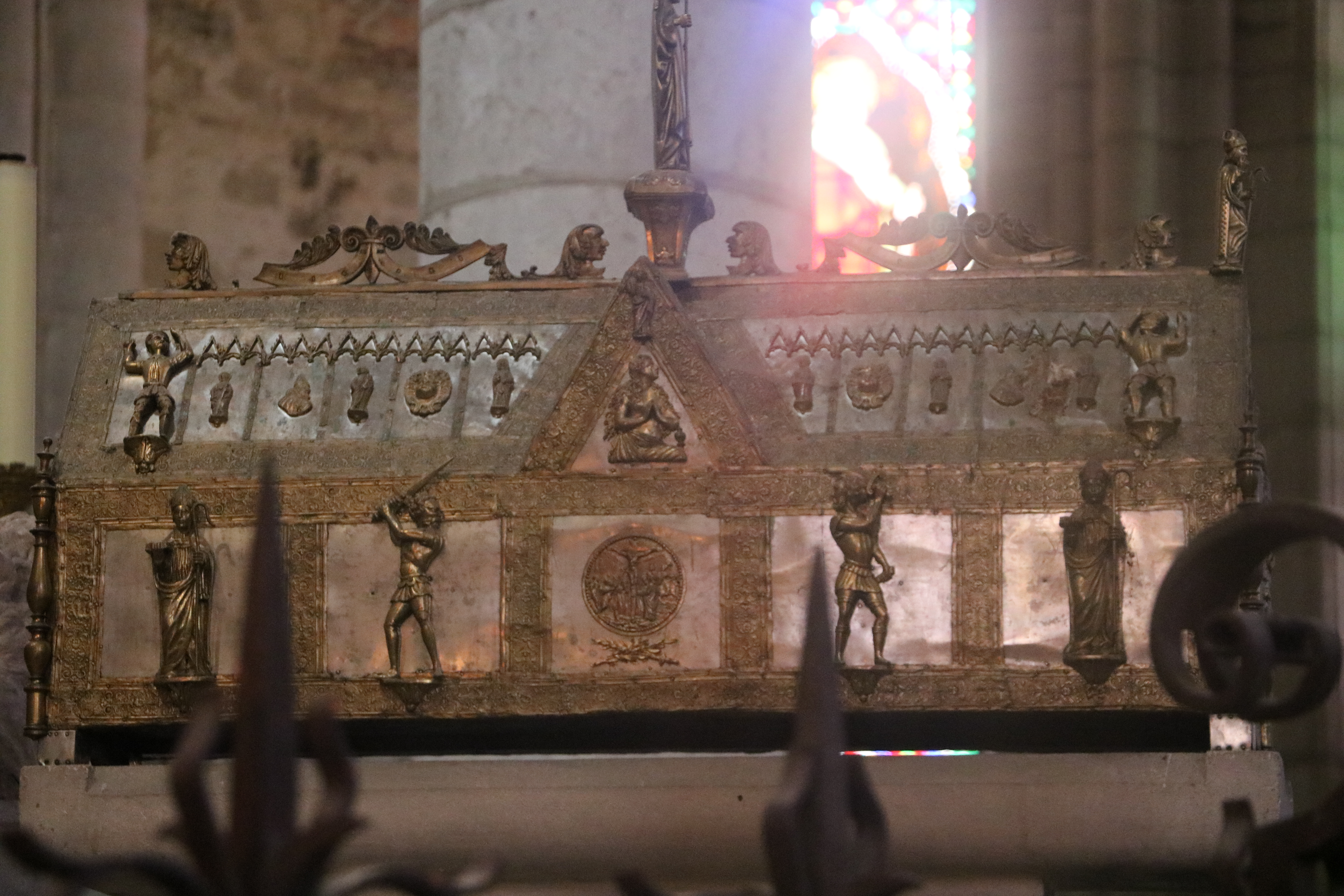
Reliquienschrein des Heiligen Leodegar in der ehemaligen Abteikirche Saint-Léger in Ébreuil

Leodegar gilt als einer der Schutzheiligen der Müller. Anrufungen bei Augenleiden und Besessenheit sind verbreitet. Eine Bauernregel für seinen Gedenktag lautet: „Fällt das Laub auf Leodegar / kommt darauf ein fruchtbar’ Jahr!“
Er wird verehrt als Patron des Kantons und der Stadt Luzern (siehe St. Leodegar im Hof), des burgundischen Autun und der elsässischen Städte Guebwiller (Gebweiler) und Murbach.
Seine Reliquien werden verehrt in der Kirche Saint-Léger in Saint-Maixent-l’École und in der ehemaligen Abteikirche Saint-Léger in Ébreuil. Zu weiteren Kirchenpatrozinien siehe Leodegar-von-Autun-Kirche.
Nach Leodegar benannte Orte haben die Namen Saint-Léger (mehrfach), Saint-Liguaire (in Frankreich und Belgien), Saint-Légier oder Saignelégier (in der Schweiz).